# Mazolapa
Mazolapa är en ort i Mexiko.   Den ligger i kommunen Hueytamalco och delstaten Puebla, i den sydöstra delen av landet, 200 km öster om huvudstaden Mexico City. Mazolapa ligger 775 meter över havet och antalet invånare är 186.
Terrängen runt Mazolapa är huvudsakligen kuperad, men västerut är den bergig. Runt Mazolapa är det ganska tätbefolkat, med 160 invånare per kvadratkilometer. Närmaste större samhälle är Teziutlan, 15,4 km söder om Mazolapa. I omgivningarna runt Mazolapa växer i huvudsak städsegrön lövskog.